# 英國日食列表
英國日食列表是一個介紹12世紀至21世紀在英國可观测的所有日食的列表。

## 12世紀
- 1133年8月2日
  - 「國王亨利的日食」，日全食，在彼得伯勒紀事（英语：Peterborough Chronicle）在1135由於使用的約會系統變幻莫測章節中記載：第二天，當他躺在睡著了船，天變黑了所有的土地，包括太陽**
- 1140年3月20日
  - 日全食，由馬姆斯伯里的威廉在他的史記中篇小說中記載。在他看來，這是它預言了斯蒂芬國王的捕獲林肯戰役中1141這四旬期日食還報導，在彼得伯勒紀事作為是在4月的初一前的第十三天的標誌：在此之後，在齋，太陽和天變黑了約中午潮的一天，當男人們吃的；他們點燃的蠟燭吃了。這是4月的初一前第十三天，男子被大大吃驚不小的

## 15世紀至16世紀
- 1424年6月26日
  - 接近4分鐘的日全食，发生在蘇格蘭北部、奧克尼和設得蘭群島。
- 1433年6月17日
  - 日全食，发生在苏格兰西北部的赫布里底群島到同英格兰的東部邊界以及約克郡海岸。
- 1598年2月25日（格里历的1598年3月7日）
  - 日全食，由西南部的康沃爾斜穿至蘇格蘭東北部的阿伯丁。

## 17世紀至19世紀
- 1652年4月8日
  - 日全食，由西面的彭布罗克郡、湖區斜穿至蘇格蘭北部，經過了苏格兰西南至东北的大部分主要城市。

|                                        |  |
| 1715年5月3日，英格蘭劍橋郡劍橋的日全食 |  |

- 1654年8月12日
  - 蘇格蘭的日全食，橫跨了蘇格蘭北部，接近阿伯丁。
- 1699年9月23日
  - 只擦過蘇格蘭東北角的日全食。
- 1715年5月3日
  - 日全食，從西南部的康沃爾，到東部的林肯郡和諾福克。在倫敦，能看到3分19秒的日全食。天文学家爱德蒙·哈雷也观测了此次日全食。
- 1724年5月22日
  - 日全食，從西北到东南，西起于威爾士南部和德文郡，東至漢普郡和萨塞克斯郡。
- 從1724年至1925年，英国看不到日全食。

## 20世紀
- 1925年1月24日
  - 日全食，在赫布里底群岛以北的英国海域中，日落前可看到短暂的日全食，但日全食并未经过陆地。
- 1927年6月29日
  - 发生在早晨的仅有24秒日全食，扫过的狭窄路径覆盖了北威尔士的兰开夏郡到英国东北部海岸，但当天多云大风的天气很不理想。皇家天文学家前往北约克郡的吉格尔斯威克（英语：Giggleswick）的观测队是少数成功的观测者之一。
- 1954年6月30日
  - 日全食，发生在设得兰群岛的安斯特岛，日全食的中心线经过了英国北部海域。此外，全英国都观测到了食分较大的日偏食。
- 1959年10月2日
  - 英國全境可觀測到食分較小的日偏食，西南部的康沃爾食分最大，達40%，蘇格蘭北部最小，為20%。
- 1961年2月15日
  - 英國全境可在日出時觀測到日偏食，英格蘭南部食分最大，達92－95%，蘇格蘭北部最小，為85%。
- 1996年10月12日
  - 不列顛群島可觀測到食分達60%以上的日偏食（全球都觀測不到日全食）。
- 1999年8月11日
  - 日全食，发生在康沃尔和德文郡南部的一部分，英国其余部分为日偏食。英吉利海峡以及海峡群岛中的奥尔德尼岛可观测到日全食，但英国本土几乎全部被云层覆盖，只有英格兰东南部和威尔士南部看到了食分较大的日偏食。加的夫的观测者注意到，在食甚时，经过的一缕云加剧了鸟类变安静，日光色调变灰，以及温度下降等现象。

## 21世紀
- 2003年5月31日
  - 日环食，发生在苏格兰东北部日出时。
- 2005年10月3日
  - 英格蘭西南部可觀測到食分達70%以上的日偏食。
- 2006年3月29日
  - 英国全境可观测到食分较小的日偏食，英格兰东南部食分最大，达25%，苏格兰北部最小，为15%；利比亚、土耳其等国可观测到日全食。
- 2008年8月1日
  - 英国全境可观测到食分较小的日偏食，苏格兰北部食分最大，达40%，英格兰西南部最小，为20%；日全食发生于俄罗斯乌拉尔山脉以东、中国西北等地。
- 2011年1月4日
  - 日偏食（全球都观测不到日全食），日出时在英格兰东南部可看到被遮掩了75%的太阳从东南地平线升起。
- 2015年3月20日
  - 英国全境可观测到食分达80%以上的日偏食；日全食发生在大西洋北部的法罗群岛和北极的斯瓦尔巴群岛等地。
- 2018年8月11日
  - 苏格兰北部海岸、奥克尼和设得兰群岛可观测到食分极小的日偏食（全球都觀測不到日全食）。
- 2021年6月10日
  - 英国全境可观测到日偏食（全球都觀測不到日全食），苏格兰北部食分最大，达50%，英格兰东南部最小，为30%。日环食发生于加拿大和北极部分区域。
- 2022年10月25日
  - 日偏食（全球都觀測不到日全食），苏格兰东北部食分最大，达35%，康沃尔最小，为20%。
- 2025年3月29日
  - 日偏食（全球都觀測不到日全食），蘇格蘭西北部食分最大，達50%，根德最小，為40%。
- 2026年8月12日
  - 英國全境可觀測到食分較大的日偏食，康沃爾食分最大，達97%，阿伯丁最小，為91%；日全食發生於冰島、大西洋和西班牙等地。
- 2027年8月2日
  - 英國全境可觀測到的日偏食，英格蘭西南部食分最大，達60%，蘇格蘭北部最小，為20%；日全食發生於直布羅陀等地。
- 2028年1月26日
  - 日环食，英国可在日落前观测到食分為40%的日偏食。
- 2030年6月1日
  - 日环食，英国全境可在日出时观测到食分為50%的日偏食。
- 2036年8月21日
  - 英國全境可觀測到食分為60－70%的日偏食（全球都觀測不到日全食），蘇格蘭北部食分最大。
- 2037年1月16日
  - 英國全境可在日出時觀測到食分為50－60%的日偏食（全球都觀測不到日全食），蘇格蘭北部食分最大。
- 2038年1月5日
  - 英國全境可在日落前觀測到食分小於20%的的日偏食。
- 2038年7月2日
  - 英國全境可觀測到食分小於20%的的日偏食。
- 2039年6月21日
  - 英國全境可觀測到食分達60%以上的日偏食，蘇格蘭北部食分最大，達80%。
- 2048年6月11日
  - 英國全境可觀測到食分達60%以上的日偏食；日環食發生在設得蘭群島等地。
- 2050年11月14日
  - 英國全境可觀測到食分達60%以上的日偏食。
- 2090年9月23日
  - 日全食，1999年8月11日之后英国的第一次日全食，路径也与上次类似，但向北偏了一些，发生时间也接近日落。康沃尔的最长全食时间为2分10秒。此次日全食与1699年发生在英国的那次日期恰巧相同。
- 2091年2月18日
  - 日偏食，英国全境可见。大约发生于上午08:25至10:55，食甚约在上午09:30；整个偏食时长约为2小时30分钟。
- 2092年2月7日
  - 日環食，英國可在日落前觀測到食分為40－50%的日偏食。
- 2093年7月23日
  - 日環食，發生在蘇格蘭南部、英格蘭北部和大部分北愛爾蘭，英國其餘部分可觀測到食分達80%以上的日偏食。